# 帕默 (內布拉斯加州)
帕默（英語：Palmer）是位於美國內布拉斯加州梅里克縣的村。

## 人口
根據2020年美國人口普查的數據，帕默的面積為1.38平方千米，皆為陸地。當地共有人口439人，而人口密度為每平方千米318人。